# 比嘉勉
比嘉 勉（ひが つとむ、1963年6月15日 - ）は、沖縄県出身のプロゴルファー。

## 来歴
13歳で上京を機にゴルフを始め、堀越高校時代の1979年には関東高校新人戦で3位に入った。
高校卒業後は千葉県のかずさCCで研修生活を送り、鈴木弘一に師事すると、ツアープロに憧れて練習をする。
1989年に6回目のプロテストに1位で合格すると、地元沖縄の大京オープンでデビュー以来、1990年からツアーで約300試合に参戦。
1992年には後援競技となった関東オープンでアルバトロスを達成し7位、1993年には茨城オープンで白浜育男・須藤聡明・若木進一・新関善美と並んでの5位タイに入った。
1994年のつるやオープンでは最終日に67で中嶋常幸と並び通算9アンダーでプレーオフとなるが、2ホール目に中嶋がバーディーで決着し、比嘉はパーで2位に終わる。
1995年の富山県オープンでは丸山智弘の2位に入り、1995年・1996年にはツアーシード権を獲得。
1996年にはキリンオープンで初日に7アンダーで首位に立ち、NST新潟オープンでは3日間首位を走ったが3位に終わる。
首のケガから一時は選手生命の危機を迎えたが、見事に復帰。
プロテストを受験した頃やシード権を獲得していた頃はパターを得意としていたが、2002年頃から不意に手が動かなくなり、イップスに悩む。1人で練習する時にも手が動かない症状に見舞われ、食事の時、左手で椀を持っても手が震えるなどその症状はとても深刻なものになる。
2005年のPGA・JGTOチャレンジIでは初日に1番グリーン奥のピンを果敢に狙ってグリーンオーバー、すぐOBがあるため暫定球を打ったが、最初のボールがあって、15ヤードのアプローチが入った。それまではパターが決まらずにいたが、良いショットで2m以内につけたパットを4回ほど決めることができた。後半ラフからのショットはフライヤーで飛びすぎるのを警戒して3回ほどミスがあったが、うまくカバー。アウトを5バーディ、ノーボギーの31、インは2バーディ、1ボギー、通算6アンダー66で首位スタートを決める。1打差リードでスタートした最終日も4バーディ、ノーボギーの68、通算10アンダーでチャレンジトーナメント初優勝を飾った。
2011年の日本プロを最後にレギュラーツアーから引退し、2013年からはシニアに転向。下部ツアーの「ISPS グローイング シニアオープン ハンダ熱血シリーズ第1戦」でシニア初優勝を挙げるなどシニアプロとして上々のスタートを切り、ツアーではファンケルクラシックで2日目にイーブンパーの23位タイからスタートし、6バーディ、1ボギーの67で通算5アンダーとして4位タイへの急浮上を果たした。
2020年の日本プロシニアでは初日を最終組一組前からスタートし、スタートホールの10番でバーディ発進。後半は1番、2番で連続バーディを奪うと、7番、最終9番でもスコアを伸ばしてノーボギーのラウンドとなり、5アンダー67で単独首位発進を切った。2日目も4バーディ、1ボギーの69をマークし、通算8アンダーで単独首位を堅守。最終日には75とスコアを崩し、通算5アンダーの4位タイに終わった。
シニアプロの傍ら、市原市の「光風台ゴルフガーデン」でレッスンを担当しているほか、船橋市の「アコーディア・ガーデン船橋」インストラクターも務める。

## 主な優勝
レギュラー
- 2005年 - PGA・JGTOチャレンジI

シニア
- 2013年 - ISPS グローイング シニアオープンハンダ熱血シリーズ第1戦